# Бур'ян Чаба
Бур'ян Чаба (угор. Burján Csaba; нар. 27 вересня 1994, Печ, Угорщина) — угорський шорт-трековик, спеціаліст з бігу на короткій доріжці, олімпійський чемпіон.
Золоту олімпійську медаль та звання олімпійського чемпіона Бур'ян виборов на Пхьончханській олімпіаді 2018 року разом із товаришами з угорської команди в естафеті на 5000 м.